# Chiesa di Santa Maria Assunta in Valvendra
La chiesa di Santa Maria Assunta in Valvendra conosciuta come la basilica di Santa Maria in Valvendra è la parrocchiale di Lovere, in provincia di Bergamo, ma è inserita nella diocesi di Brescia.
È stata per lungo tempo la più grande chiesa della diocesi di Brescia, cui Lovere fa storicamente capo, per questo motivo e per la sua conformazione a impianto basilicale viene conosciuta come la basilica.

## Storia
Situata in località Val Vendra, dove scorre l'omonimo torrente, venne edificata, in soli dieci anni, dal 1473 al 1483, su un imponente terrazzamento artificiale, dove vi era già un'edicola, dopo aver deviato e imbrigliato il torrente, con lo sbancamento di molto terreno sulla parte a monte e la posa di plinti a sostegno sulla parte verso il lago, per dare alla chiesa il classico orientamento liturgico con abside a est e ponendo l'ingresso principale sulla viabile urbana che nel Quattrocento passava a monte. La posizione complessa della chiesa era però considerata l'unica soluzione per l'edificazione di un edificio di grandi misure, fa considerare che vi fossero sul territorio architetti di grande esperienza ma che rimangono sconosciuti. La chiesa fu inizialmente costruita con un progetto gotico, che fu poi abbandonato. Lo storico Alessandro Sina, riteneva che i costruttori fossero i maestri comacini o i maestri campionesi, come avrebbe indicato l'inserito in un documento di compravendita del 1491: «magister Paulus pd. magistri Dominici de Vischardis de Layno lacus Cumarum». Non è rimasta testimonianza di quale fosse l'oggetto di questo acquisto e la datazione è successiva agli inizi della costruzione, ma fa parte sicuramente dell'edificio originale.
La sua costruzione fu voluta dai ricchi produttori loveresi di panno–lana che aveva un'intensa rete di commercio, come voto alla Vergine. La nuova ricchezza del territorio portò all'edificazione di nuovi palazzi a est dell'antico borgo, nella zona denominata contrata San Martino dove si allestiva il mercato cittadino. I nuovi fabbricati erano anche luogo di deposito della merce con i grandi magazzini delle ricche famiglie degli Alghisi, Barboglio, Bazzini, Bosio, Celèri, Gaioncelli, Lanze, Lollio, Dorgatti e Sbardelati e proprio queste famiglie contribuirono all'edificazione della grande basilica, come indicato negli stemmi presenti nell'aula. Contribuirono alla sua edificazione anche le predicazioni dei frati domenicani e francescani che si trovavano sul territorio per l'edificazione del convento di San Maurizio, che avevano creato un clima di maggiore spiritualità, nonché la volontà del vescovo di Brescia Domenico Dominici che aveva indetto un sinodo nel 1467 e successivamente una visita pastorale della diocesi. 
La concessione per la sua edificazione fu firmata il 21 marzo 1473 dal vicario Nicolò da Perugia:
(Cronologia di Lovere–Giovanni Conti)
Della chiesa ne avevano cura i padri francescani che nel secolo successivo vi aggiunsero i locali del convento. L'edificio di culto fu consacrato il 5 agosto 1520. Nei primi anni del Cinquecento la chiesa fu adornata di pitture da Floriano Ferramola, e nel 1515 il duomo di Brescia regalò le ante dell'organo dipinte da Bonvicino Moretto che furono inserite nella nuova cantoria posta a destra della zona presbiteriale. Nel Seicento fu terminata la decorazione sul lato a meridione dell'edificio che fu ultimato e restaurato nel 1647.
I rapporti però tra i frati e le autorità cittadine si guastarono e nel 1686 furono allontanati dalla località e sostituiti con i padri barnabiti. Il convento, con un decreto del Senato fu soppresso nel 1769. Nel 1779 l'amministrazione comunale ne acquistò i beni che erano stati requisiti dallo stato al prezzo di 10.800 lire e istituì nei locali inizialmente l'accademia Brigenti, che era stato fondato dai fratelli Ludovico e Giacomo Brigenti nel 1626 e successivamente seminario diocesano fu che chiuso nel 1820 e il complesso scolastico del ginnasio con il convitto. Durante l'invasione napoleonica la chiesa fu oggetto di ricovero dei cavalli dell'esercito almeno per sei mesi, furono rimossi gli stemmi delle famiglie nobili e solo il 17 dicembre 1800 tornarono al culto con la nuova consacrazione il 24 settembre 1801 da monsignor Giovanni Nani.
La chiesa si presentava danneggiata e richiese lavori di restauro. La volta fu ricostruita nel 1805 e la cappella dedicata alla Madonna del Paradiso fu ultimata nel 1842 dopo il voto dei cittadini durante l'epidemia del 1836. Nel 1854 furono collocate le vetrate istoriate commissionate dalla famiglia Bosio a Pompeo Bertini. Il comune a causa delle spese necessarie per i restauri vendette nel 1890 il picchiotto del portale quattrocentesco, poi recuperato e esposto nell'Accademia Tadini.
Il tetto necessitò di un restauro a carico del comune nel 1929 e nel 1934 a spese della sovraintendenza ai Monumenti della Lombardia fu fatta la nuova pavimentazione, nello stesso tempo fu richiesto il trasferimento del titolo di parrocchiale dalla chiesa di San Giorgio.
Nel 1889 nella chiesa fu collocato il nuovo organo in sostituzione a quello del Cinquecento, ma posto nella cassa originaria realizzato da Giovanni Tonoli. 
La chiesa fu oggetto di un attento restauro tra il 1985 e il 2014 con il consolidamento dei portichetti e il restauro della facciata.

## Descrizione

### Esterno

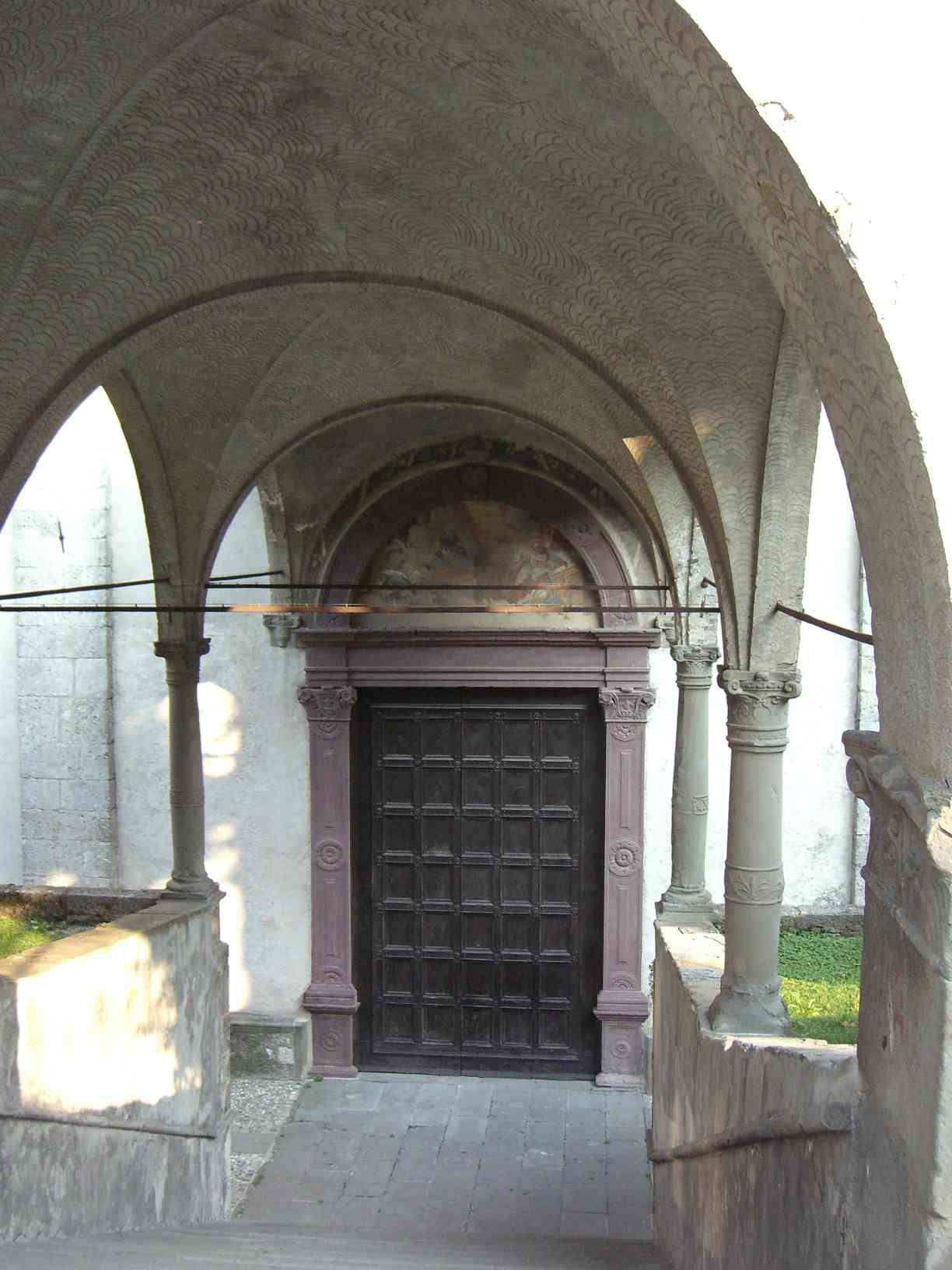
Portale d'ingresso di Damiano Benzoni, 1519.

La chiesa è stata per lungo tempo la più grande della diocesi di Brescia. Sorge di fronte al cinquecentesco palazzo Bazzini, che ha l'ingresso posto proprio di fronte all'ingresso laterale dell'edificio L'edificio è posto a nord di Lovere lungo il declivio della Val Vendra, che ha una pendenza compresa tra il 10 e il 12%. Il fronte principale è raggiungibile da una gradinata in pietra simona, coperto da un porticato con tre volte a crociera ornate con graffiti, con colonnine in pietra e tre grandi fornici per lato sostenuti da colonnine, realizzati nel 1520 (un atto del 17 aprile 1497 testimonia l'acquisto di legname da parte di Marsalus de Celeriis e Bonomus Sbardelati per la chiesa di Santa Maria). Il portale in pietra è opera di Damiano Benzoni. 
La chiesa è a otto metri sotto il livello stradale.. Il fronte principale a salienti del XVI secolo è a capanna, con il portico centrale e il grande oculo che illumina l'aula. Quattro contrafforti definiscono le tre parti della facciata, più alta nella parte centrale e di minore altezza nelle due laterali, che anticipano le tre navate dell'interno. Ai lati sono due aperture trilobate e molto strombate. La costruzione originale aveva caratteristiche ancora gotiche: a testimonianza restano ghiere ogivali nelle due navate minori, con chiave d'arco a costolature incrociate a losanga, la cornice di gronda con archetti trilobi pensili solo sulle facciate laterali, cinque finestre con cornici strombate con archi e stipiti sagomati, il portale minore, la cornice del portichetto laterale con unghioni e, all'interno, le navate a sesto acuto delle cappelle delle navate minori e del presbiterio.

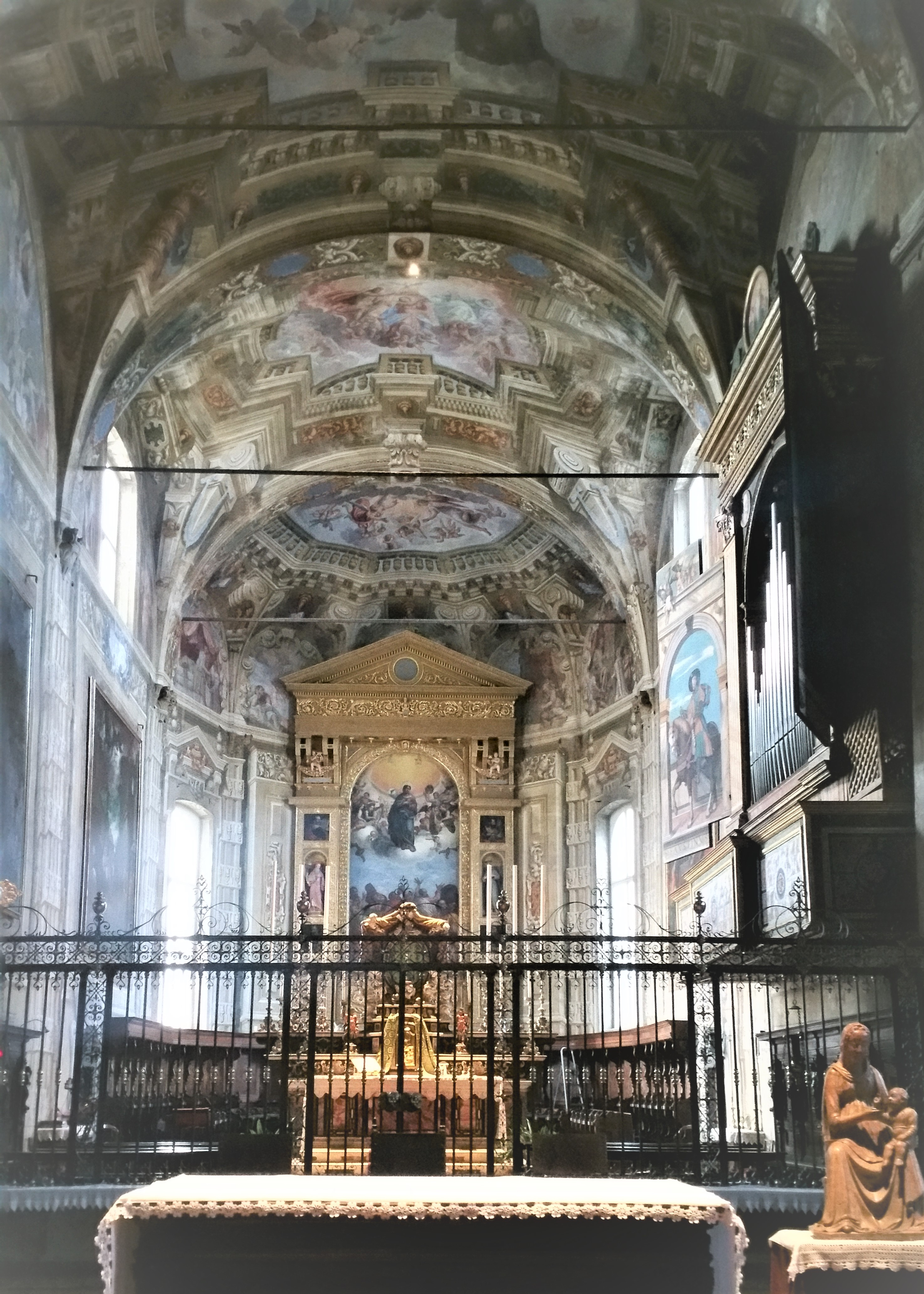
Pietro Marone: Assunzione della Vergine.

L'ampio porticato ha lesene con capitelli che reggono l'architrave e una lunetta con un affresco dell'Annunciazione, ancora in uno stile del XV secolo. La parte superiore della facciata ha tracce di un affresco, raffigurante l'Assunta fra i santi Francesco e Antonio.

### Interno
L'interno, si presenta di grandi dimensioni sviluppandosi su un impianto basilicale di 80 m. di lunghezza e 50 m. di larghezza preceduto da un'ampia gradinata che rende la visione con chiarezza delle dimensioni ampie dell'aula, che inizialmente si presentava in stile tardo gotico, poi variato in sede di edificazione in architettura rinascimentale, con la volta a botte. La grandezza dell'aula voltata a botte è una novità per le località che nelle ampie chiese vedeva la volta a crociera, prendendo così spunto dall'ambiente veneziano come la chiesa di San Michele in Isola progettata dal bergamasco Mauro Codussi. 
La struttura prevede tre navate divise da dodici colonne cilindriche poggianti su basamenti e complete di capitelli in stile quattrocentesco ma completi di stucchi bicromi bianco e oro di foggia seicentesca. La navata centrale sormontata da una volta a botte, che ha un'ampiezza di 50 m. poggiante sulle colonne in stile toscano e che riprende quella della chiesa di Sant'Andrea di Mantova del 1470, ed è unica, nella sua ampiezza, della provincia bergamasca. La volta è completamente affrescata da Floriano Ferramola. 
Sulla navata di sinistra si aprono le sette cappelle realizzate nel XVI secolo a pianta esagonale con volta a ombrello a eccezione di due che hanno subito variazioni che hanno rimosso le nervature barocche, che hanno sostituito semplici altari. L'aggiunta delle cappelle in un periodo successivo all'edificazione della chiesa è visibile esternamente dalla serie di contrafforti e dalle finestre. La loro dedicazione confermerebbe la costruzione ad opera dei frati francescani, quindi in data successiva al 1514, quando vengono autorizzati all'uso della chiesa. Un atto di procura testimonierebbe che la chiesa era ancora in fase di costruzione il 15 gennaio 1515.

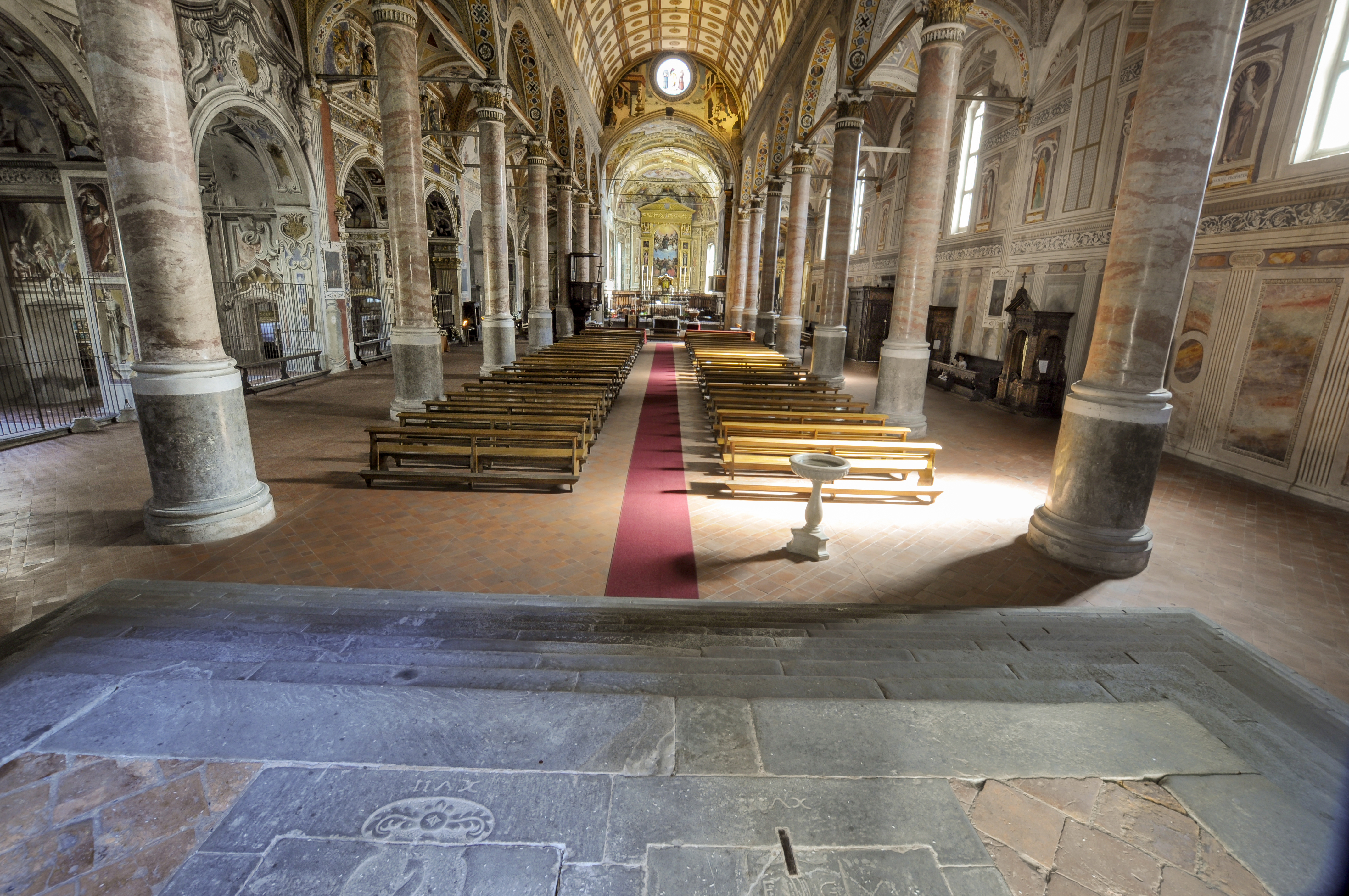
Interno della basilica

Le decorazioni dell'aula sono state eseguite per quando riguarda la navata nel Cinquecento e nel secolo successivo nel presbiterio anche se conservano un'unità di stile iconografico, che come avveniva nel Medioevo doveva condurre l'osservatore alla Biblia pauperum.

### Le navate
Le raffigurazioni sono inserite in rapporto all'importanza, vi sono quindi nella navata sinistra sulle pareti le sibille con i motti che erano ben lontani dall'annuncio evangelico, sulla navata destra i profeti e sulla cornice di volta i padri e i dottori della chiesa. I personaggi sono raffigurati in copia: Baruc con Zaccaria, Ezechiele e Daniele, Osea e Michea, Abacuc e Amos, Gioele e Abdia, Giona e Sofonia, Aggeo e Malachia. mentre in quella centrale dove spicca sull'arco trionfale l'Annunziazione gli apostoli, ognuno di loro dipinto sulle dodici colonne, e i loro simbolo sulle semicolonne agli angoli della navata, I dottori della Chiesa sono raffigurati sopra le arcate della controfacciata. I santi Agostino, Ambrogio, Gerolamo e Gregorio sono posti alle estremità con santi. Il ciclo è completato con i medaglioni raffiguranti i dodici apostoli. 
La decorazione furono dipinti da Floriano Ferramola quando l'edificio era già stato completato e la navata centrale fu la prima riportando sotto il medaglione di san Mattia la scritta 1514 OPVS FLORIANI FERRAMOLAE/C [vis]BRIXIAE.

### Le cappelle
Sul lato sinistro della basilica vi sono nove cappella, l'ottava e la nova fanno parte del progetto originale.

#### Prima cappella
La prima cappella era dedicata a san Giovanni Battista e conserva la pala datata 1575 di scuola bergamasca raffigurante la Madonna col Bambino tra i santi Giovanni Battista e Caterina d'Alessandria, in stile moroniano, inserita in uno sfondo raffigurante un paesaggio montano. Nella parte inferiore a sinistra vi è dipinto lo stemma della famiglia Gaioncelli che ne aveva il giuspatronato e che aveva commissionato il dipinto. La famiglia Ardenghi subentrò poi nell'amministrazione della cappella. Vi si conservato tre tele ottocentesche lavori di Antonio Guadagnini rappresentanti la Natività di Maria, Presentazione di Maria al tempio e Incoronazione della Vergine. provenienti dalla quinta cappella. Nel 1936 la cappella fu completata con il battistero e completata con affreschi nel 1960.

#### Seconda cappella
La cappella cinquecentesca dedicata alla Sacra Famiglia, era originariamente dedicata alla Santissima Trinità, e godeva del patronato della famiglia Bazzini. Il frontespizio, realizzato nel 1580, con elementi del tardo XVI secolo presenta nel timpano triangolare la scritta: «MAJOR TRINO ET VNO JO. BAPT. GVERRERIVS MANT DEVOTE DIC MDLXXX»e sui pilastri la raffigurazione dei santi Giovanni Battista, Gerolamo, Francesco e Antonio. La decorazione della navata è di ignoto di scuola cremonese. La pala d'altare raffigurante la Sacra famiglia è ottocentesca mentre l'ancona sicuramente del Cinquecento è in legno dorato con le statue di due mori laterali che sorreggono il sole e la luna.

#### Terza cappella
La cappella è dedicata a sant'Antonio da Padova, e presenta sul timpano del frontespizio la scritta: «PETR. ET LVC. NICOL. DE CAPIT. LVARI P. AN. MDCXIV». La cappella fu decorata nel 1751 da Filippo Giovanni Velzi. La statua raffigurante il santo fa da pala d'altare di scuola fantoniana, inserita in una tela raffigurante i santi Carlo Borromeo, Chiara, Rosa e Bernardino. La cappella fu completata nel 1614 dalla famiglia De Capitani, trasferitasi a Lovere nei primi anni del Seicento, e fu restaurata nel 1751 su commissione dei frati del convento come indicato sull'epigrafe: «RELIG.HVIVS CONV. INDVS. ET PIET. BENEF. RESTAV. AN. 1751» posta sui pilastri d'ingresso.

#### Quarta cappella
Costruita nel 1513 e dedicata si santi Defendente e Valentino fu poi intitolata a san Giuseppe nel 1522 per desiderio della comunità di Lovere. La controfacciata presenta sul timpano spezzato l'immagine del santo in rilievo inserita in una cornice. La cappella era gestita dalla congregazione di san Giuseppe che commissionò gli affreschi nel 1544, la datazione è indicata nell'epigrafe posta sulle lesene laterali all'ingresso della cappella: «DIE VII SEPTEMBRIS M.D.X.L.III», dove sono presenti anche i blasoni della famiglia Gaioncelli. Le lunette raffigurano il ciclo delle storie di san Giuseppe e dell'infanzia di Gesù. I tondi della volta conservano la raffigurazione dei dottori della legge, i quattro evangelisti nei tondi della volta, e nei sottarchi i dottori della Chiesa con la colomba dello Spirito Santo. La pala raffigura lo Sposalizio di Maria, opera di ignoto di scuola bresciana. Il dipinto è inserito in un'ancona lignea settecentesca con a fianco le statue dei santi originariamente titolari: Valentino e Defendente.

#### Quinta cappella
La cappella si presenta similare a quella precedente con il dipinto dell'Annunciazione posta nei pennacchi della controfacciata. Dal 2 febbraio 1524 gestita dalla congregazione dell'Immacolata concezione che ne commissionava le opere di decorazione. Nel 1535 fu Andrea da Manerbio ad affrescarla come indicato nell'epigrafe posta accanto alla finestra: «ANDREAS DE MANERBIO PINGEBAT XXV SEPT. MDXXXV». Le decorazioni raffigurano storie di Maria con la sua Natività e la presentazione al tempio. I pannelli laterali raffiguranti la Natività di Maria e la Presentazione e incoronazione sono opere ottocentesche di Antonio Guadagnini. Anche l'ancona con la raffigurazione dell'Immacolata sono opera del Guadagnini datata 1891. Particolare è la piccola raffigurazione di Simonino di Trento.

#### Sesta cappella
La cappella originariamente era dedicata a san Lorenzo e successivamente al Crocifisso. Il frontespizio presenta la raffigurazione delle sibille con le scritte: «IN POPVLO EST SEMPER FELIX ET DIVES EGENIS PPVPERIBVSQ. SVAE èARTEM LARGITVR ARISTE» per la sibille Libica e «IN MEDIO IGNIS NON SVM AESTVATUS» per la sibilla Persica e «IN MEDIO IGNIS SVM AESTVATUS», mentre centralmente il timpano ospita la scritta: «ELEMOSINIS FABBRICAE HIC FORNIX ORNATVS EST». La cappella ospita affreschi di Filippo Giovanni Velzi, mentre l'ancona lignea dorata è opera di Gerolamo Nodari della fine del Cinquecento. Il crocifisso e le due statue raffiguranti la Madonna Addolorata e la Veronica sono opera fantoniane. La famiglia Lanze, di cui rimane lo stemma posto sulla base della statua di san Lorenzo, aveva il patronato della cappella.

#### Settima cappella
Questa era dedicata a san Diego santo a cui erano devoti i frati del convento francescano attiguo alla chiesa. Le sibille poste sulla controfacciata presentano le scritte: Sibilla Ellesponica «MORTALES HOMINVS VILISSIMA CORPORA CARNALIA CVR VOS EFFERTIS NEQUE CERNITIS FINEM AEVI», e la sibilla Tiburtina il motto del re David «LAVDATE DOMINVM IN SANCTIS EIVS». La cappella fu decorata da Francesco e Stefano Vivarini. Il santo titolare è raffigurato nel paliotto dell'altare in finti intarsi policromi e ripreso nel medaglione posto al centro. La pala raffigurane San Diego con due devoti è opera di Gian Paolo Cavagna come riporta la scritta JO PAULUS CAVANEUS F. Il devoto raffigurato con gli abiti ecclesiali dovrebbe essere il committente dell'opera della famiglia Brighenti che aveva il patronato sulla cappella, mentre il secondo devoto dovrebbe essere il frate superiore del convento. La famiglia Brighenti era arrivata a Lovere nel 1580, e fu molto attiva e facoltosa estinguendosi già nel 1626. A ricordo di questi personaggi nel 1647 l'amministrazione comunale volle apporre una targa commemorativa.

#### Ottava cappella
La cappella è intitolata alla Madonna del Paradiso e la decorazione risale all'Ottocento in stile neoclassico, che hanno distrutto la precedente risalente al Settecento che avevano annullato quelle cinquecentesche. Dei dipinti originali rimane l'affresco raffigurante la cerimonia del voto dei cittadini di Lovere durante la pestilenza del 1530. La cappella fu progettata da Antonio Fratta di Bergamo e eseguita da Giacomo Zini di Viggiù e Emilio Buzzi stuccatore in marmo di Carrara.
La statua della Madonna col Bimbo è opera del Novecento.

#### Nona cappella
L'ultima cappella è dedicata a san Francesco d'Assisi raffigurato in preghiera nel piccolo tondo posto all'interno del timpano della controfacciata. Le decorazioni furono commissionate da Giulio e Pietro Lollio, il loro stemma è inserito nei pilastri laterali. La pala d'altare raffigurante San Francesco stigmatizzato e san Cristoforo opera di Gian Giacomo Barbelli come indicato nella citazione posta a destra: «JACBUS BARBELLUS CREMENSIS PINGEBAT», e potrebbe aver eseguito anche l'affresco della Presentazione al tempio. La famiglia Lollio che godeva del patronato derivava dagli Alghisi di Clusone e commerciava lana.

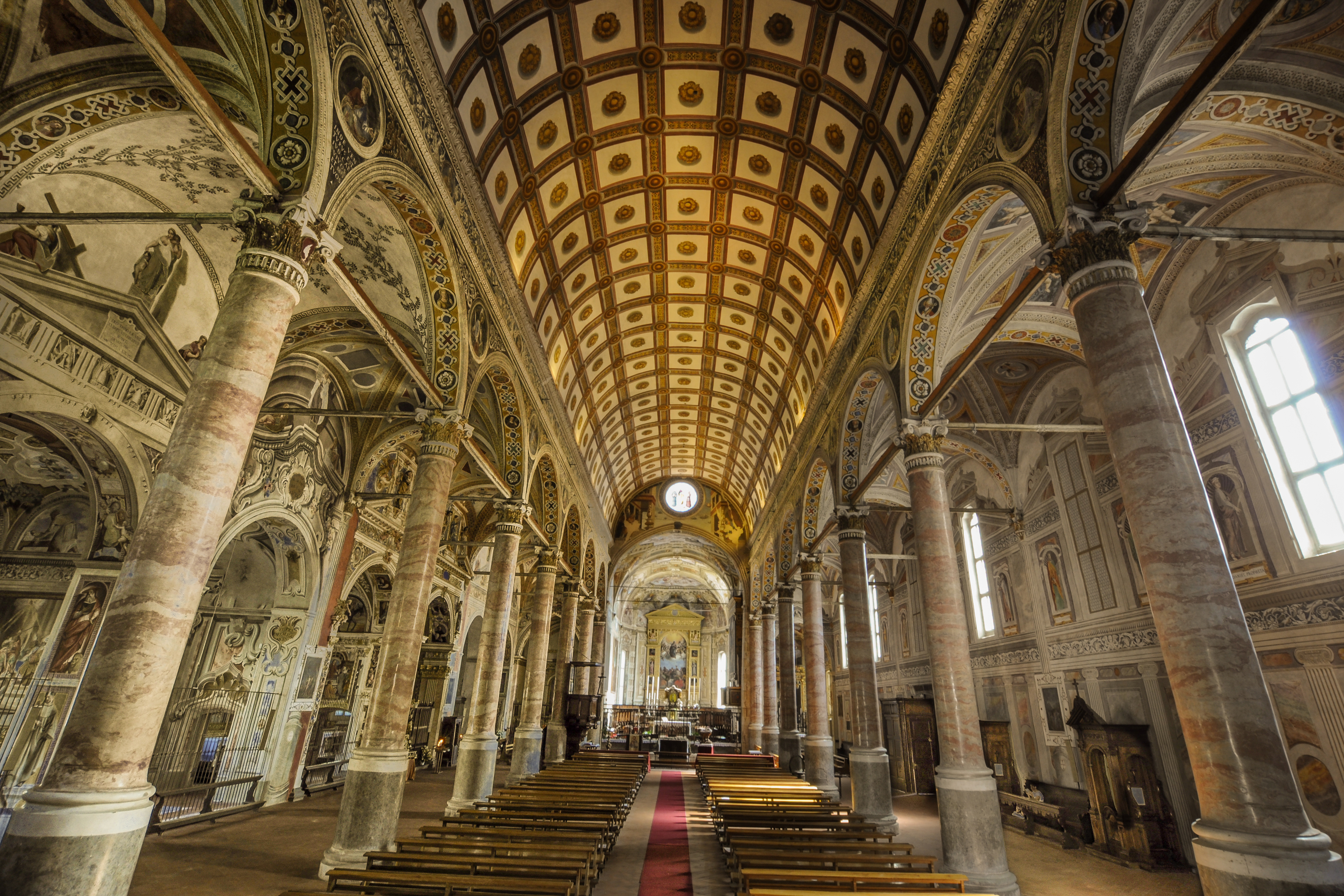
Navate della chiesa di Santa Maria

### Il presbiterio
Il presbiterio barocco conseguente a un rimaneggiamento Seicentesco, conserva la sua parte originale. Erano infatti già presenti sia la pala d'altare e il coro, mentre fu eseguito un ampio lavoro di decorazioni sia sulla volta che sulle pareti, fase che è presente in molte chiese del territorio come rivincita e rinascita dopo la terribile peste del 1630. La zona presbiteriale è anticipata da una cancellata ferrea della prima metà del XVII secolo, posta sul cinquecentesco basamento in pietra arenaria.
Le decorazioni composte da grandi pilastri e motivi barocchi creano uno spazio illusorio maggiore, e le volte presentano balconate Trompe-l'œil aperte verso il cielo. Per potr realizzare questi spazi furono eliminate le volte preesistente il semiombrello dell'abside. Furono aperte due finestre che dessero luce alle nuove decorazioni dando alla parte una forte impronta barocca. Il fastigio dei due finestroni conservano l'epigrafe: «OCTAVIVS VIVIANVS BRIXIENSIS PERSPECTVM PINGEBAT SAVTIS NOSTRAE ANNO MDCXLVI» a indicare che gli affreschi o almeno le sue quadrature, sono opera di Ottavio Viviani, presente in molte chiese del bresciano. 
Sul grande arco trionfale è dipinta l'Annunciazione come inizio della Rivelazione, opera del Ferramola. Il dipinto ha subito danni a causa dei dissesti, evidenziati nei restauri del 1993. Gli affreschi raffigurano scene della vita di Maria e di storie bibliche a cui è intitolata la basilica. Del clusonese Domenico Carpinoni è il dipinto raffigurante scene dell'Epifania e di Gian Giacomo Barbelli è la tela raffigurante la Presentazione al tempio.
La pala d'altare è opera del veneziano Pietro Marone raffigurante l'Assunta e s'ispira probabilmente all'Assunta del Tiziano Vecellio in Santa Maria dei Frari.
Sul lato destro della zona presbiteriale si possono ammirare le celebri ante d'organo già nella cattedrale di Brescia con dipinti all'interno delle stesse i santi Faustino e Giovita a cavallo, autentici capolavori di Alessandro Bonvicino detto il Moretto, mentre all'esterno l'Annunciazione opera di Floriano Ferramola. 
La parte absidale è completata con il coro con gli stalli posti in ordine doppio. forse opera di Clemente Zamara della prima metà del XVI secolo. Si considera che lo Zamara dopo aver realizzato gli stalli della chiesa bresciana di San Giuseppe nel Cinquecento, chiesa che era gestita sempre dai frate francescani, e presentano i medesimi decori di stampo arcaico con intagli a fogliali e racemi e i blasoni delle importanti famiglia loveresi. Il coro di forma rettangolare, nel Settecento, fu riposizionato nell'abside poligonale ponendolo in posizione più avanzata quando fu posto l'altare maggiore, opera di Andrea Fantoni.
Negli anni '70 del Novecento fu collocato il nuovo altare rivolto verso la navata rispondente all'adeguamento liturgico delle chiese.
La navata centrale è interamente affrescata dal Ferramola; mentre l'altare del settecentesco in marmo è della bottega di Andrea Fantoni.
La basilica è stata oggetto di attenzione da parte del critico e personaggio televisivo Vittorio Sgarbi, il quale l'ha definita "una fra le cinque chiese più belle della Lombardia.